# إدارة ترفيه
إدارة الترفيه هي فرع جديد نسبيًا من فروع إدارة الأعمال الذي يتم تدريسه على نحو متزايد باعتباره إحدى درجات البكالوريوس في الآداب. تهدف دورات إدارة الترفيه لتزويد الخريجين بالمعرفة والمهارات المناسبة للتقدم في وظائف الإدارة في قطاع الترفيه وإدارة التسهيلات مثل الأحداث الرياضية والمتنزهات والمسارح والسينمات وصالات الموسيقى والمتاحف والمعارض الفنية وشركات الإعلام والنوادي الليلية.[بحاجة لمصدر]
وقد ظهر عدد من البرامج على مستوى الماجستير مؤخرًا بما في ذلك جامعة كارنيغي ميلون ماجستير إدارة صناعة الترفيه - والتي تقدم للطلاب من حملة الشهادات الجامعية في السينما والتليفزيون فرصة إعادة تركيز التعليم على بعد إدارة العمل.
وقد تم ربط النمو في هذه الدورات مع النمو في الصناعات الإبداعية والثقافية على حد سواء. ويرتبط هذا النمو بزيادة الإنفاق الاستهلاكي على أنشطة الترفيه والتسلية. والنتيجة هي اهتمام السكان بشكل أكبر بوقت فراغهم والاستعداد لاحقًا لإنفاق مزيد من دخلهم على اقتصاد 'التجربة'.